# Mokra (województwo świętokrzyskie)
Mokra – wieś sołecka w Polsce położona w województwie świętokrzyskim, w powiecie koneckim, w gminie Stąporków.
| SIMC    | Nazwa    | Rodzaj    |
| ------- | -------- | --------- |
| 1018143 | Gościęta | część wsi |
| 1018166 | Ostrocin | część wsi |

W latach 1975–1998 miejscowość administracyjnie należała do województwa kieleckiego.
Przez wieś przechodzi  zielony szlak rowerowy z Sielpii Wielkiej do Błotnicy.
W miejscowości działa klub piłkarski Huragan Mokra.
Wierni kościoła rzymskokatolickiego należą do parafii św. Barbary w Krasnej.